# Cristhian Pacheco
Cristhian Pacheco Mendoza (Huancayo, 26 maggio 1993) è un maratoneta peruviano.

## Biografia
Ai Giochi panamericani di Lima del 2019 ha vinto l'oro nella maratona, chiudendo con il tempo di 2h09'31", nuovo record della manifestazione e suo primato personale. Si ripete quattro anni più tardi, ai Giochi panamericani di Santiago del Cile.

## Palmarès
| Anno | Manifestazione             | Sede              | Evento         | Risultato | Prestazione | Note                                                                 |
| ---- | -------------------------- | ----------------- | -------------- | --------- | ----------- | -------------------------------------------------------------------- |
| 2014 | Mondiali di mezza maratona | Copenaghen        | Mezza maratona | 85º       | 1h06'07"    | Miglior prestazione personale                                        |
| 2016 | Giochi olimpici            | Rio de Janeiro    | Maratona       | 52º       | 2h18'41"    |                                                                      |
| 2017 | Campionati sudamericani    | Asunción          | 10000 m        | dnf       | dnf         |                                                                      |
| 2018 | Mondiali di mezza maratona | Valencia          | Mezza maratona | 50º       | 1h03'15"    | Miglior prestazione personale                                        |
| 2019 | Giochi panamericani        | Lima              | Maratona       | Oro       | 2h09'31"    | Miglior prestazione personale · Record dei Giochi · Record nazionale |
| 2021 | Giochi olimpici            | Tokyo             | Maratona       | 60º       | 2h22'12"    | Miglior prestazione personale stagionale                             |
| 2023 | Giochi panamericani        | Santiago del Cile | Maratona       | Oro       | 2h11'14"    |                                                                      |
| 2024 | Giochi olimpici            | Parigi            | Maratona       | dnf       | dnf         |                                                                      |

## Campionati nazionali
2014
- Argento ai campionati peruviani under-23, 10000 m piani - 30'18"24
- 8º ai campionati peruviani, 5000 m piani - 14'47"51

2017
- Oro ai campionati peruviani, 10000 m piani - 29'18"86

2018
- Argento ai campionati peruviani, 10000 m piani - 29'29"23
- 7º ai campionati peruviani, 5000 m piani - 14'27"93

2020
- Oro ai campionati peruviani, 10000 m piani - 29'44"77
- Oro ai campionati peruviani, 5000 m piani - 14'13"63

2021
- Oro ai campionati peruviani, 10000 m piani - 29'30"79

2022
- Oro ai campionati peruviani di mezza maratona - 1h02'50"

2024
- Oro ai campionati peruviani, 10000 m piani - 29'23"25
- Oro ai campionati peruviani, 5000 m piani - 14'01"54
- Bronzo ai campionati peruviani di corsa campestre - 32'05"

## Altre competizioni internazionali
2016
- 8º alla Maratona di Rotterdam ( Rotterdam) - 2h12'16"

2018
- Bronzo ai Campionati sudamericani di maratona ( Buenos Aires) - 2h11'19"

2019
- 39º alla Maratona di Fukuoka ( Fukuoka) - 2h21'15"

2023
- 11º alla Maratona di Siviglia ( Siviglia) - 2h07'38"